# Cheyenne County (Nebraska)
Das Cheyenne County ist ein County im US-Bundesstaat Nebraska. Der Verwaltungssitz (County Seat) ist Sidney, das nach Sidney Dillon benannt wurde, einem Anwalt der Eisenbahn.

## Geographie
Das County liegt fast im äußersten Westen von Nebraska, grenzt im Süden an Colorado, ist im Westen etwa 50 km von Wyoming entfernt und hat eine Fläche von 3099 Quadratkilometern ohne nennenswerte Wasserfläche. Es grenzt an folgende Countys:
| Banner County  | Morrill County          | Garden County              |
| Kimball County |                         | Deuel County               |
|                | Logan County (Colorado) | Sedgwick County (Colorado) |

## Geschichte
Das Cheyenne County wurde 1867 auf ehemaligen Indianerland gebildet. Benannt wurde es nach dem Volk der Cheyenne.
Zwölf Bauwerke und Stätten des Countys sind im National Register of Historic Places eingetragen (Stand 10. Februar 2018).

## Demografische Daten

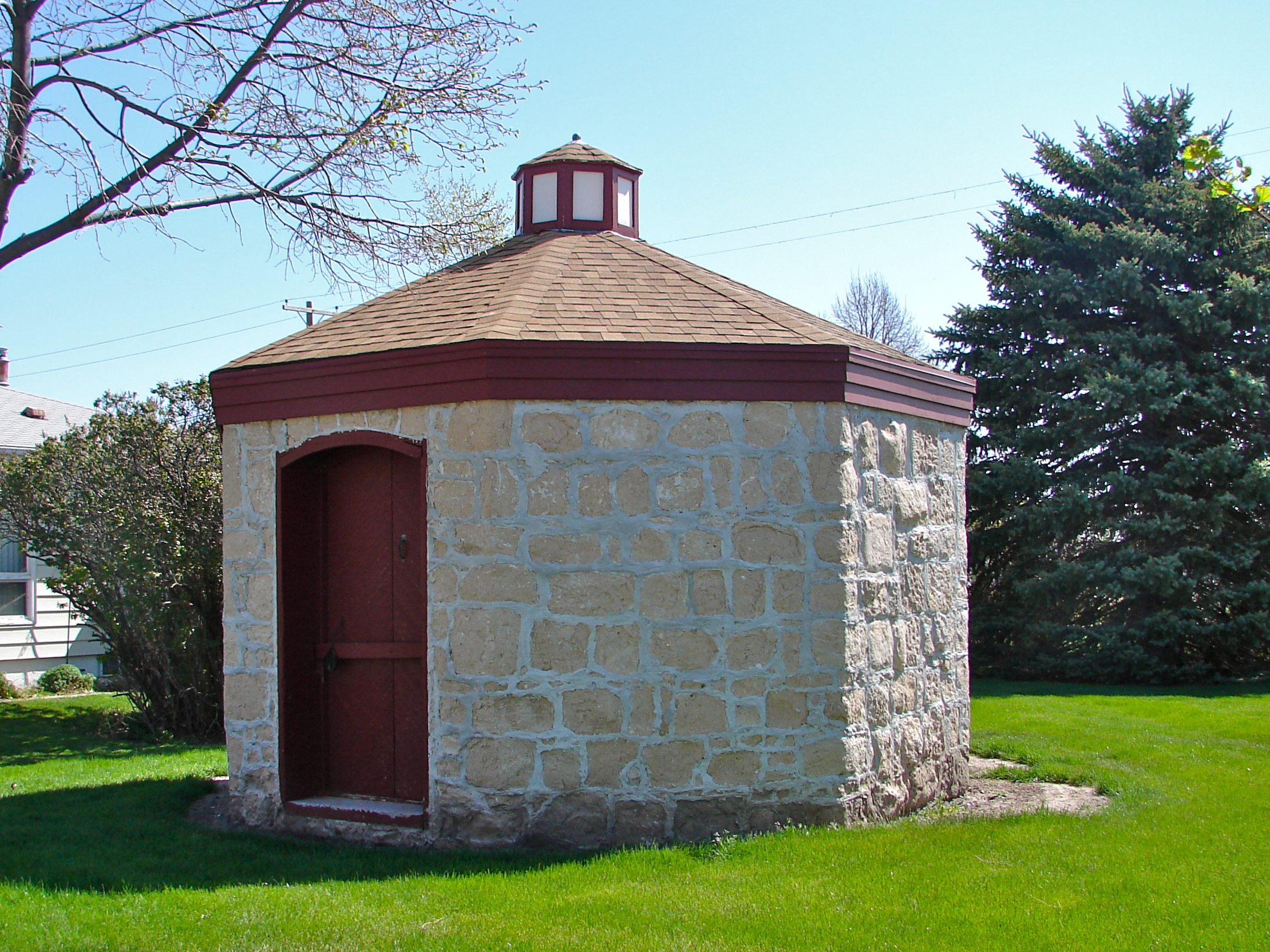
Fort Sidney Historic District, gelistet im NRHP

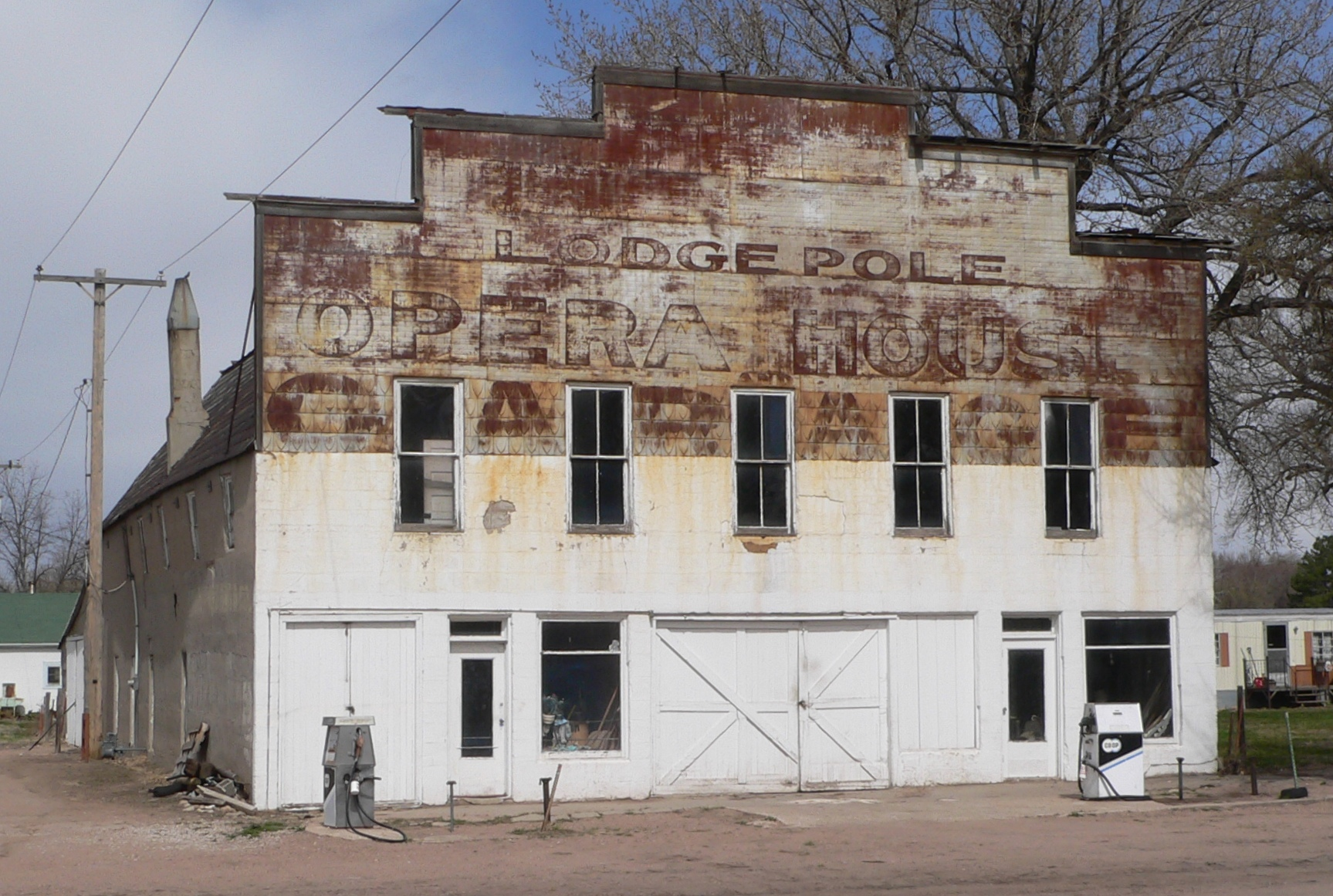
Lodgepole Opera House, gelistet im NRHP

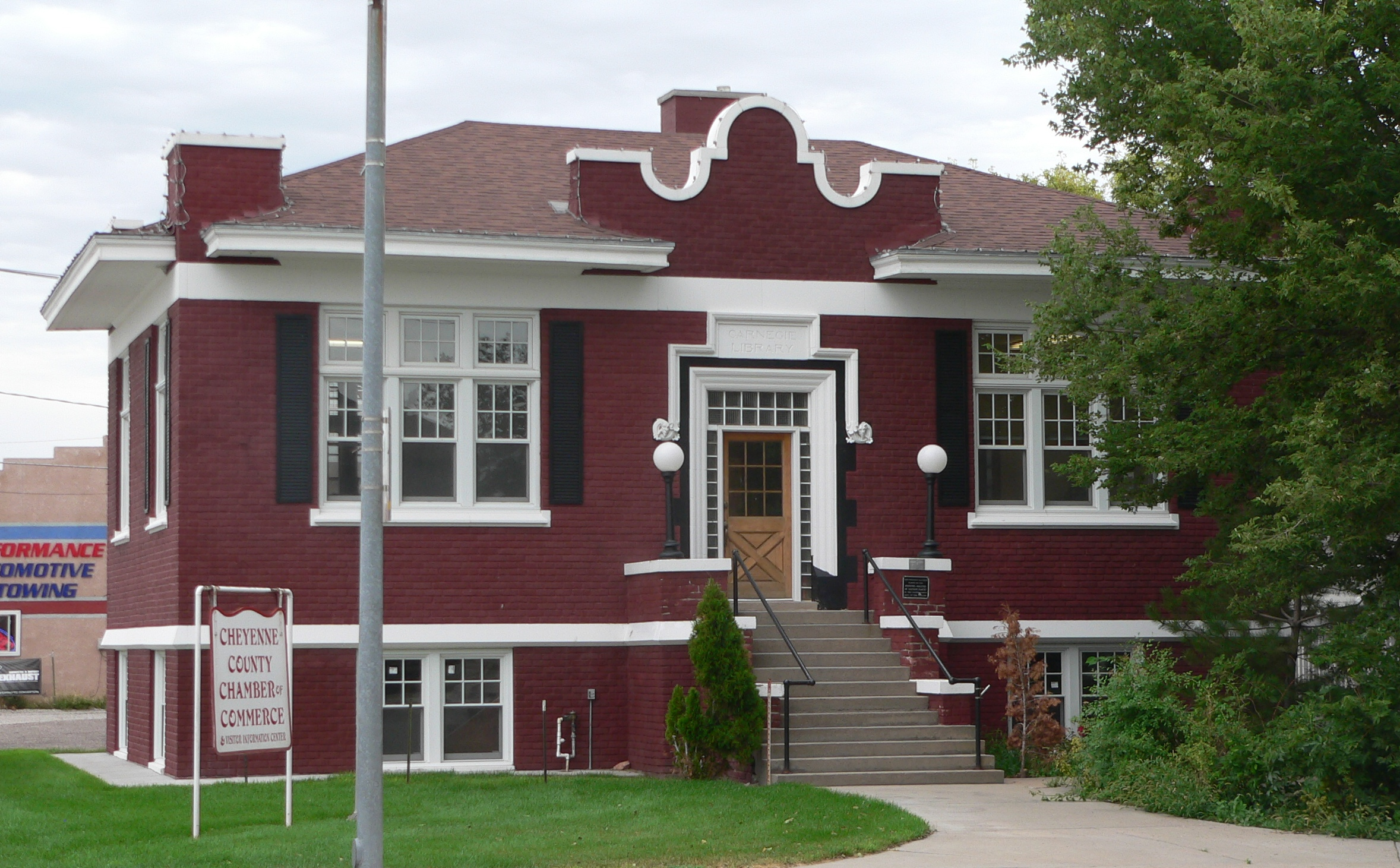
Sidney Carnegie Library, gelistet im NRHP

Nach der Volkszählung im Jahr 2000 lebten im Cheyenne County 9830 Menschen. Davon wohnten 126 Personen in Sammelunterkünften, die anderen Einwohner lebten in 4071 Haushalten und 2686 Familien. Die Bevölkerungsdichte betrug 3 Einwohner pro Quadratkilometer. Ethnisch betrachtet setzte sich die Bevölkerung zusammen aus 96,34 Prozent Weißen, 0,14 Prozent Afroamerikanern, 0,65 Prozent amerikanischen Ureinwohnern, 0,40 Prozent Asiaten, 0,03 Prozent Bewohnern aus dem pazifischen Inselraum und 1,46 Prozent aus anderen ethnischen Gruppen; 0,98 Prozent stammten von zwei oder mehr Ethnien ab. 4,46 Prozent der Bevölkerung waren spanischer oder lateinamerikanischer Abstammung, die verschiedenen der genannten Gruppen angehörten.
Von den 4071 Haushalten hatten 31,1 Prozent Kinder und Jugendliche unter 18 Jahre, die bei ihnen lebten. 54,8 Prozent waren verheiratete, zusammenlebende Paare, 8,0 Prozent waren allein erziehende Mütter, 34,0 Prozent waren keine Familien, 30,1 Prozent waren Singlehaushalte und in 13,3 Prozent lebten Menschen im Alter von 65 Jahren oder darüber. Die Durchschnittshaushaltsgröße lag bei 2,38 und die durchschnittliche Familiengröße bei 2,96 Personen.
Auf das gesamte County bezogen setzte sich die Bevölkerung zusammen aus 26,3 Prozent Einwohnern unter 18 Jahren, 7,0 Prozent zwischen 18 und 24 Jahren, 26,7 Prozent zwischen 25 und 44 Jahren, 22,8 Prozent zwischen 45 und 64 Jahren und 17,2 Prozent waren 65 Jahre alt oder darüber. Das Durchschnittsalter betrug 39 Jahre. Auf 100 weibliche kamen statistisch 96,0 männliche Personen. Auf 100 Frauen im Alter von 18 Jahren oder darüber kamen 92,2 Männer.

Das jährliche Durchschnittseinkommen eines Haushalts betrug 33.438 USD, das Durchschnittseinkommen der Familien betrug 41.024 USD. Männer hatten ein Durchschnittseinkommen von 30.000 USD, Frauen 20.467 USD. Das Prokopfeinkommen betrug 17.437 USD. 8,2 Prozent der Familien und 10,0 Prozent der Bevölkerung lebten unterhalb der Armutsgrenze. Darunter waren 11,8 Prozent der Kinder und Jugendlichen unter 18 Jahren und 7,4 Prozent der Senioren ab 65 Jahren.

## Städte und Gemeinden
| - Dalton - Gurley - Lodgepole | - Potter - Sidney |